# Nagyhuta
Nagyhuta (szlovákul: Veľká Huta) község Borsod-Abaúj-Zemplén vármegye Sátoraljaújhelyi járásában.

## Fekvése
A Zempléni-hegység középső részén helyezkedik el, a megyeszékhely Miskolctól 92 kilométerre északkeletre.
Kiterjedt külterületei révén a hegység jó néhány, távolabb fekvő településével is határos – észak felől Kishutával, kelet felől Kovácsvágással, délkelet felől Sárospatakkal, dél felől Makkoshotykával és Háromhutával, délnyugat felől Regéccel, nyugat felől Telkibányával, északnyugat felől pedig Nyírivel és Bózsvával is –, valójában azonban zsáktelepülés, mely közúton csak egy útvonalon, Pálháza nyugati része felől, Kishután keresztül érhető el: a 3708-as útból kiágazó 37 125-ös számú mellékúton.
Külterületeit érinti a Pálházi Állami Erdei Vasút is, melynek két megállója van a határai között: Komlósivölgy megállóhely és Kőkapu megállóhely, mindkettő a lakott területeitől több kilométeres távolságban nyugatra.

## Története
A település – a többi hutatelepüléshez hasonlóan – a 18. század óta létezik, a regéci uradalomhoz tartozott.

## Közélete

### Polgármesterei
- 1990–1994: Espán Gyula (független)[4]
- 1994–1998: Espán Gyula (független)[5]
- 1998–2002: Espán Gyula (független)[6]
- 2002–2006: Espán Gyula (független szlovák kisebbségi)[7]
- 2006–2010: Espán Gyula (független)[8]
- 2010–2014: Suták József (független)[9]
- 2014–2019: Suták József (független)[10]
- 2019–2024: Suták József (független)[11]
- 2024– : Suták József (független)[1]

## Népesség
A település népességének változása:
| Lakosok száma | 68   | 61   | 67   | 66   | 37   | 79   | 78   |
|               | 2013 | 2014 | 2015 | 2021 | 2022 | 2023 | 2024 |

A 2001-es népszámlálás adatai szerint a település lakosságának 6,9%-a szlovák volt.
A 2011-es népszámlálás során a lakosok 95,2%-a magyarnak, 31,7% szlováknak mondta magát (4,8% nem válaszolt; a kettős identitások miatt a végösszeg nagyobb lehet 100%-nál). A vallási megoszlás a következő volt: római katolikus 90,5%, református 3,2%, görögkatolikus 1,6% (4,8% nem válaszolt).
2022-ben a lakosság 91,9%-a vallotta magát magyarnak, 24,3% szlováknak, 2,7% németnek, 2,7% románnak, 2,7% ukránnak, 13,5% egyéb, nem hazai nemzetiségűnek (8,1% nem nyilatkozott; a kettős identitások miatt a végösszeg nagyobb lehet 100%-nál). Vallásuk szerint 51,4% volt római katolikus, 2,7% református, 2,7% görög katolikus, 5,4% egyéb keresztény (37,8% nem válaszolt).

## Nevezetességei
- A településen áthalad az Országos Kéktúra.
- Károlyi-kastély (Kőkapu)

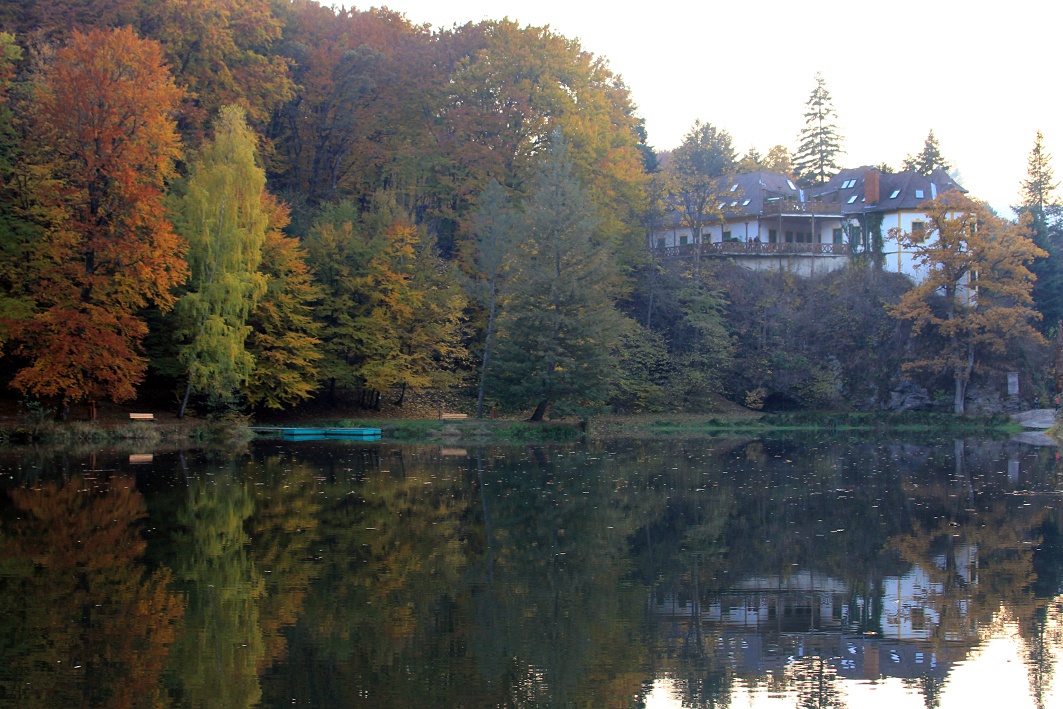
Kőkapu
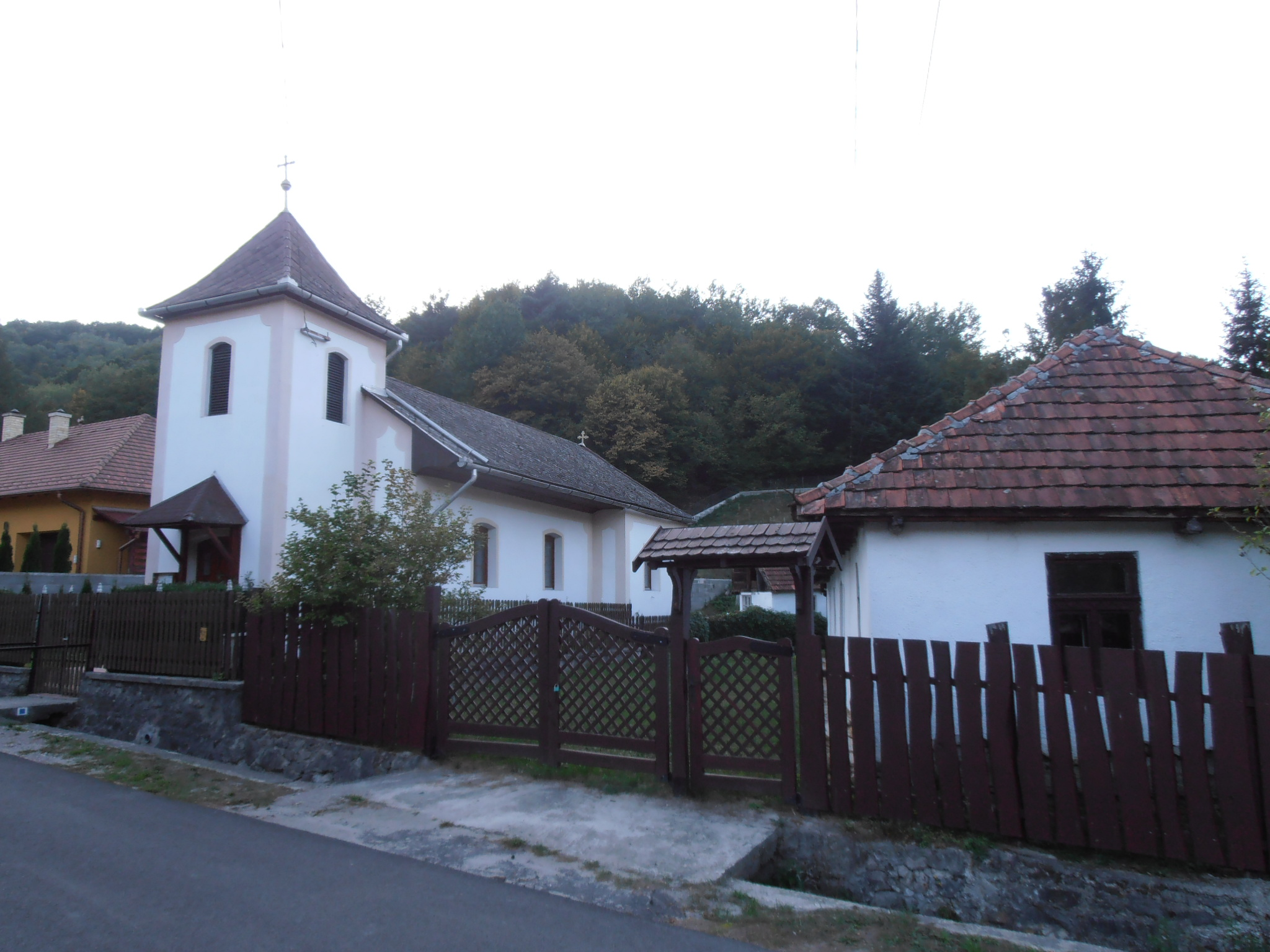
A katolikus templom
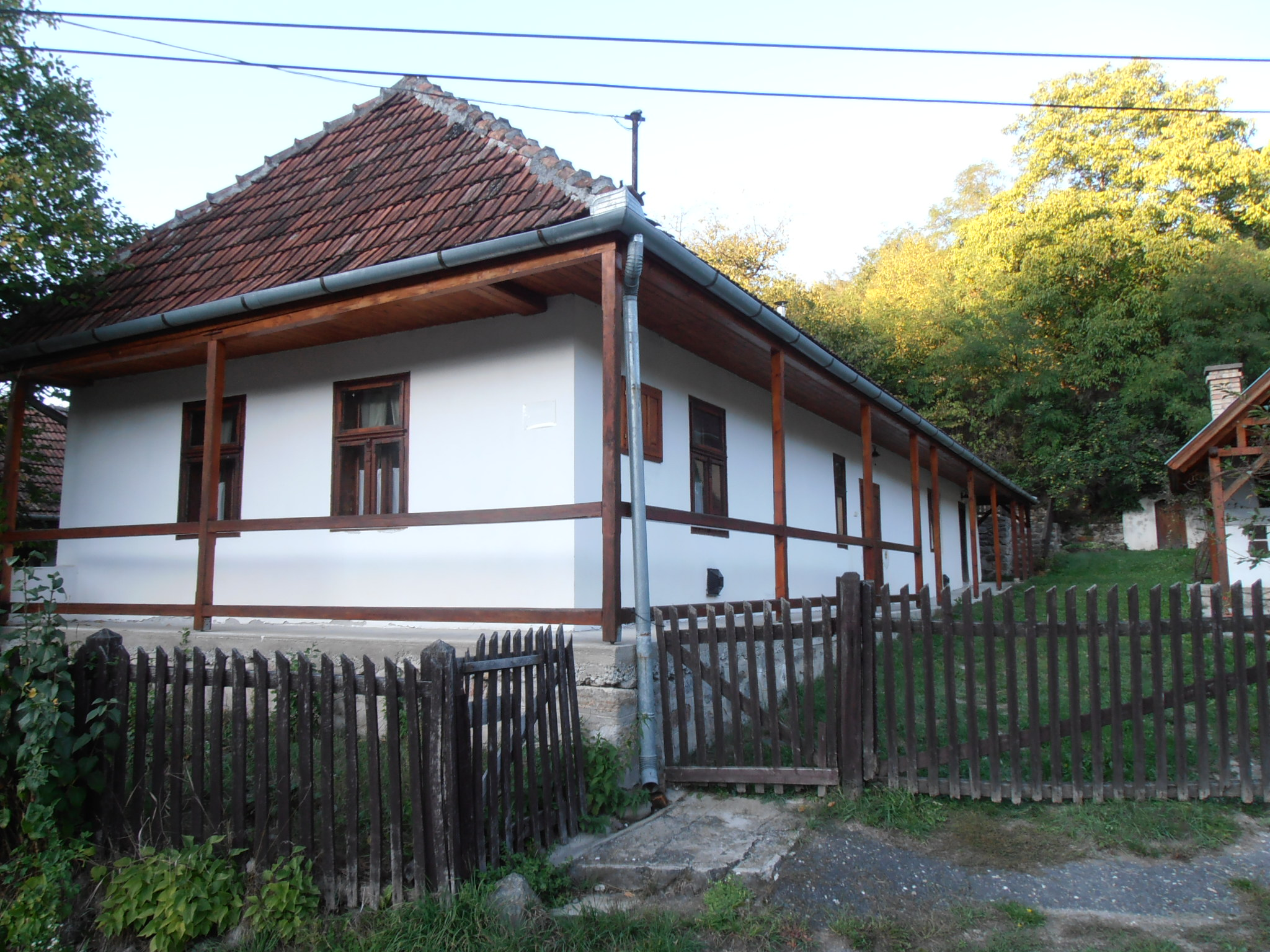
Felújított parasztház
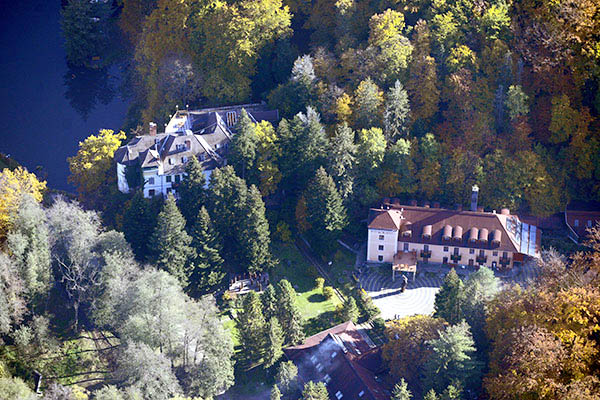
Kőkapu, Károlyi vadászkastély

## Környező települések
Kishuta (7 km), Kemencepatak (9 km), a legközelebbi város: Pálháza.